# Tigidia majori
Espèce
Synonymes
- Forsythula majori  Pocock, 1903

Tigidia majori est une espèce d'araignées mygalomorphes de la famille des Barychelidae.

## Distribution
Cette espèce est endémique de Madagascar. Elle se rencontre vers Ambohimitombo.

## Description
La femelle holotype mesure 10 mm.

## Publication originale
- Pocock, 1903 : Descriptions of Four new Arachnida of the Orders Pedipalpi, Solifugae, and Araneae. 3. A new Genius and Species of Trapdoor Spider from Madagascar. Annals and Magazine of Natural History, sér. 7, vol. 11, p. 223-225 (texte intégral).